# Auguste-Félix d'Albertas
Pour les articles homonymes, voir D'Albertas.
 (novembre 2021).
Auguste-René-Félix, marquis d'Albertas, (1788 - 1872), est un homme politique français.

## Biographie
Auguste-Félix d'Albertas, ondoyé le 25 juillet 1788 à Bouc-Bel-Air (Bouches-du-Rhône), est le fils du marquis Jean-Baptiste d'Albertas et de Marie Charlotte de Vogüé. Il épouse Flavie de Caussini de Valbelle, petite-fille de Joseph-Alphonse-Omer de Valbelle.
Garde d'honneur en 1813, il obtient son exemption ; sert dans l'armée du duc d'Angoulême. Il devient ensuite juge auditeur à la Cour d'appel d'Aix-en-Provence.
Son épouse lui apporte l'ancienne seigneurie de Meyrargues. Il dépense des sommes considérables pour endiguer la Durance à Meyrargues.
Conseiller municipal d'Aix-en-Provence et membre du Conseil général des Bouches-du-Rhône de 1822 à 1830, il est admis à siéger à la Chambre des pairs en 1829, en remplacement de son père le marquis Jean-Baptiste d'Albertas.